# الکساندرا هدلند، کوئینزلند
الکساندرا هدلند (به انگلیسی: Alexandra Headland) یک حومه شهر در استرالیا است که در کوئینزلند واقع شده‌است.